# Кунявский, Гедалий Моисеевич
Гедалий Моисеевич Куня́вский (1916—1981) — советский конструктор радиолокационных станций и систем управления вооружением истребителей, лауреат Сталинской премии (1949) и Ленинской премии (1967).

## Биография
Родился 30 декабря 1916 года в Киеве. После окончания радиофакультета Киевского индустриального института (1941) направлен в Москву в отдел радионавигации НИИ ГВФ.
С первых дней войны служил в РККА, штурман авиации дальнего действия, гвардии инженер-майор, в 1945 году демобилизован по ходатайству НИИ-17.
Возглавлял разработку одной из систем радиолокационного бомбоприцела «Рубидий» для бомбардировщика Ту-4. В 1949 году удостоен Сталинской премии (с руководителем коллектива Я. Б. Шапировским и А. И. Корчмаром).
С 1951 года начальник комплексной лаборатории по разработке РЛС «Сокол» для истребителя Як-25 в отделе главного конструктора А. Б. Слепушкина. С 1952 года главный конструктор РЛС «Сокол». После принятия её на вооружение (1955) перешёл вместе со своим коллективом на завод, руководил запуском серийного производства станции, позже занимался её модернизацией.
В 1962 году по его инициативе ОКБ и завод преобразованы в НИИ аппаратостроения (ныне ОАО «Фазотрон-НИИР»), где он работал главным конструктором.
Руководитель разработки контрольно-индикаторных систем для пилотируемых космических кораблей (шифр «Стрелка»). Возглавил исследования, а затем опытно-конструкторские работы по созданию системы «Сапфир-23» для поражения низколетящих целей истребителем МпГ-23.
С 1971 года — в НИИ автоматических систем (НИИ-2), кандидат технических наук (1963).
Автор очерков, опубликованных под псевдонимом М.Максадов:
- Зигзаги / М. Максадов. — С. 152—200. В книге: Пути в незнаемое [Текст] : писатели рассказывают о науке. Сб. 19. — М. : Сов. писатель, 1986. — 528 с.
- М. Максадов. Особые обстоятельства. Из записок конструктора. Нева, 5-8, 1980

Похоронен на Донском кладбище.

## Признание
- Сталинская премия третьей степени (1949) — за создание новой радиоаппаратуры
- Ленинская премия (1967)
- орден Отечественной войны I степени (1944)
- орден Красного Знамени (1945)
- два ордена Трудового Красного Знамени (1957, 1965)
- медаль «За оборону Москвы»
- медаль «За взятие Берлина».